# 2. deild karla 1979
Mùa giải 1979 của 2. deild karla là mùa giải thứ 14 của giải bóng đá hạng ba ở Iceland.

## Bảng A
| Vị thứ | Đội       | Số trận | Điểm | Ghi chú            |
| ------ | --------- | ------- | ---- | ------------------ |
| 1      | Ármann    | 12      | 21   | Vào vòng Chung kết |
| 2      | Njarðvík  | 12      | 15   |                    |
| 3      | Grindavík | 12      | 15   |                    |
| 4      | Grótta    | 12      | 13   |                    |
| 5      | Víðir     | 12      | 10   |                    |
| 6      | Stjarnan  | 12      | 9    |                    |
| 7      | ÍK        | 12      | 1    |                    |

## Bảng B
| Vị thứ | Đội         | Số trận | Điểm | Ghi chú            |
| ------ | ----------- | ------- | ---- | ------------------ |
| 1      | Afturelding | 12      | 24   | Vào vòng Chung kết |
| 2      | Óðinn       | 12      | 18   |                    |
| 3      | Leiknir R.  | 12      | 15   |                    |
| 4      | Léttir      | 12      | 10   |                    |
| 5      | Hekla       | 12      | 10   |                    |
| 6      | Katla       | 12      | 4    |                    |
| 7      | Þór Þ.      | 12      | 3    |                    |

## Bảng C
| Vị thứ | Đội          | Số trận | Điểm | Ghi chú            |
| ------ | ------------ | ------- | ---- | ------------------ |
| 1      | Skallagrímur | 8       | 13   | Vào vòng Chung kết |
| 2      | Víkingur Ó.  | 8       | 12   |                    |
| 3      | Bolungarvík  | 8       | 6    |                    |
| 4      | Stefnir      | 8       | 5    |                    |
| 5      | Snæfell      | 8       | 4    |                    |

## Bảng D
| Vị thứ | Đội             | Số trận | Điểm | Ghi chú            |
| ------ | --------------- | ------- | ---- | ------------------ |
| 1      | Tindastóll      | 8       | 16   | Vào vòng Chung kết |
| 2      | KS              | 8       | 11   |                    |
| 3      | Svarfdælir      | 8       | 6    |                    |
| 4      | Leiftur         | 8       | 5    |                    |
| 5      | Höfðstrendingur | 8       | 2    |                    |

## Bảng E
| Vị thứ | Đội       | Số trận | Điểm | Ghi chú            |
| ------ | --------- | ------- | ---- | ------------------ |
| 1      | Völsungur | 8       | 13   | Vào vòng Chung kết |
| 2      | Árroðinn  | 8       | 10   |                    |
| 3      | HSÞ-b     | 8       | 8    |                    |
| 4      | Reynir Á. | 8       | 7    |                    |
| 5      | Dagsbrún  | 8       | 2    |                    |

## Bảng F
| Vị thứ | Đội                 | Số trận | Điểm | Ghi chú            |
| ------ | ------------------- | ------- | ---- | ------------------ |
| 1      | Einherji            | 12      | 20   | Vào vòng Chung kết |
| 2      | Leiknir F.          | 12      | 14   |                    |
| 3      | Sindri              | 12      | 14   |                    |
| 4      | Hrafnkell Freysgoði | 12      | 14   |                    |
| 5      | Huginn              | 12      | 12   |                    |
| 6      | Súlan               | 12      | 9    |                    |
| 7      | Valur Reyð.         | 12      | 1    |                    |

## Vòng Chung kết

### Bảng A
| Vị thứ | Đội         | Số trận | Thắng | Hòa | Thua | Bàn thắng | Bàn thua | Hiệu số | Điểm | Ghi chú    |
| ------ | ----------- | ------- | ----- | --- | ---- | --------- | -------- | ------- | ---- | ---------- |
| 1      | Ármann      | 2       | 0     | 2   | 0    | 2         | 2        | 0       | 2    | Thăng hạng |
| 2      | Afturelding | 2       | 0     | 2   | 0    | 1         | 1        | 0       | 2    |            |
| 3      | Tindastóll  | 2       | 0     | 2   | 0    | 1         | 1        | 0       | 2    |            |

### Bảng B
| Vị thứ | Đội          | Số trận | Thắng | Hòa | Thua | Bàn thắng | Bàn thua | Hiệu số | Điểm | Ghi chú    |
| ------ | ------------ | ------- | ----- | --- | ---- | --------- | -------- | ------- | ---- | ---------- |
| 1      | Völsungur    | 2       | 2     | 0   | 0    | 4         | 2        | +2      | 4    | Thăng hạng |
| 2      | Einherji     | 4       | 1     | 0   | 1    | 5         | 3        | +2      | 2    |            |
| 3      | Skallagrímur | 4       | 0     | 0   | 2    | 0         | 4        | -4      | 0    |            |

### Chung kết
| Đội 1     | Tỉ số | Đội 2  |
| --------- | ----- | ------ |
| Völsungur | 1–0   | Ármann |

Cả Völsungur và Ármann đều giành quyền thăng hạng 1. deild karla 1980.